# Іветта Гільбер
Іветта Гільбер (фр. Yvette Guilbert, нар. 20 січня 1865, Париж — пом. 3 лютого 1944, Екс-ан-Прованс) — французька співачка, акторка кабаре Мулен Руж, радіоведуча, викладачка, письменниця. Модель Тулуз-Лотрека.

## Біографія і творчість
Дочка лахмітника і капелющниці. Працювала в швейному ательє, з 16 років — продавчиня в універмазі Printemps на бульварі Осман. Закінчила курси драматичного мистецтва (1885). Дебютувала в Théâtre des Bouffes du Nord, потім грала в Théâtre de Cluny, Théâtre des Nouveautés, Théâtre des Variétés. Не вдоволена третьорядними ролями, стала співати в кафешантанах і мюзик-холах. В її репертуарі були пісні на вірші Поля де Кока, Жана Лоррена, Жана Ришпен і власні твори. Відмінною манерою виконання Іветти Гвльбер стало введення в шансон не цілком пристойних пісеньок-скоромовок, що підкуповують публіку сексуальним змістом.
При цьому співачка вражала контрастом: скромною зовнішністю і зухвалими текстами. Більшість її пісень були про трагічну любов на тлі паризької бідності, з якою вона була знайома не з чуток.
В автобіографічній книзі «Спогади», що вийшла в 1927 році, Іветта Гільбер розкриває секрет свого успіху у публіки: «Творити безсоромні витівки і демонструвати вади моїх слухачів, перетворюючи їх у теми гумористичних пісеньок і змушуючи їх сміятися над собою».
Під час виступу Гільбер завжди була одягнена в жовту або зелену сукню і довгі чорні рукавички, про які сама писала: «Чорні рукавички — це символ вишуканості, який я можу внести в цю хуліганську і трошки простецьку атмосферу».
У мюзик-холі Ельдорадо її помітив Зигмунд Фрейд, вони познайомилися, між ними зав'язалося жваве листування. Згодом Фрейд повісив її фотографію в своєму кабінеті поруч з фотографією Лу Саломе.
За підтримки Шарля Зідлера, з яким познайомилася в 1885, отримала в 1891 ангажемент в Мулен Руж. Її дебюту присвятив перший випуск своєї щомісячної хроніки в журналі Mensuel Марсель Пруст. Тут співачку побачив Тулуз-Лотрек.
У 1906 Гільбер виступала в Карнегі-холі, в 1913 — в казино Ніцци, співала в Німеччині та Великій Британії. Її репертуар у ці роки став більш літературним, поповнився середньовічними піснями.
У пізні роки займалася театральною антрепризою, вела хроніку в газетах і журналах, виступала по радіо, займалася викладанням і режисурою, написала кілька книг, знялася у фільмах Мурнау («Фауст», 1926), Л'Ерб'є (Гроші, 1928), Моріса Турнера (Дві сирітки, 1933), Саша Гітрі (Помріємо, 1936) і ін.
Записувала пісні близько сорока років, багато записів збереглися.
Похована на цвинтарі Пер-лашез.